# 奧格羅半鱨
奧格羅半鱨，為輻鰭魚綱鯰形目鱨科的其中一種，為熱帶淡水魚類，分布於亞洲印尼卡普阿斯河流域，體長可達20.2公分，棲息在底層水域，生活習性不明。

## 扩展阅读
維基物種上的相關：奧格羅半鱨